# 2016年世界青年冰球錦標賽
2016年世界青年冰球錦標賽為第40屆世界青年冰球錦標賽，於芬蘭赫爾辛基舉行。它開始於2015年12月26日，金牌戰於2016年1月5日舉行。本屆賽事為世界青年冰球錦標賽第6次於芬蘭舉行。

## 參賽隊伍

### 頂級賽
A組
 加拿大

 丹麦

 瑞士

 瑞典

 美国
B組
 捷克

 白俄羅斯 (升級自第一級A組)

 芬兰

 俄羅斯

 斯洛伐克

### 第一級

#### A組
奥地利

 德国 (降級自頂級賽)

 義大利

  (升級自第一級B組)

 拉脫維亞

 挪威

#### B組
法國

 英國 (升級自第二級A組)

 日本 比賽前退出賽事，自動降級

 波蘭

 斯洛維尼亞 (降級自第一級A組)

 乌克兰

### 第二級

#### A組
(升級自第二級B組)

 爱沙尼亚

 匈牙利 (降級自第一級B組)

 立陶宛

 荷蘭

 

#### B組
比利时

 中國 (升級自第三級)

 羅馬尼亞 (降級自第二級A組)

 塞爾維亞

 西班牙

### 第三級
保加利亚

 冰島 (降級自第二級B組)

 以色列

 墨西哥

 新西兰

 南非

 土耳其

## 外部連結
- 官方網站